# Entlaufener Güterzug von Wiesau
Der entlaufene Güterzug von Wiesau war eine Eisenbahnbetriebsstörung, bei der am 22. August 2019 ein Güterzug nahezu ungebremst im Bahnhof von Weiden in der Oberpfalz ein „Halt“ gebietendes Signal überfuhr und im anschließenden Gefälle über eine Distanz von knapp 70 km rollte, ohne dass es zu einem Unfall kam.

## Ausgangslage
Der Zug wurde im tschechischen Bahnhof Cheb aus 19 Wagen zusammengestellt, hatte Holz geladen und wog 1900 Tonnen. Bespannt war er mit einer Diesellokomotive des Typs Vossloh G 1700-2 BB. Die Zugfahrt führte das Eisenbahnverkehrsunternehmen K-Rail durch. Die Lokomotive erwies sich bei der Anfahrt auf die tschechisch-deutsche Grenze als defekt.
Nachdem der Zug bei Schirnding in das deutsche Eisenbahnnetz wechselte, verkehrte er unter der Nummer DGS 45392. Wegen des Defekts an der Lok hielt der Zug im Bahnhof Schirnding. Hier erhielt er als Vorspann eine Diesellokomotive des Typs Siemens ER20, die G 1700-2 verblieb vor dem Zug und lief hinter der führenden Lokomotive mit. Die Hauptluftleitung, über die die Druckluft von der Lokomotive aus abgelassen werden kann, womit die Bremsen der folgenden Fahrzeuge greifen, wurde aber beim Anspannen der zusätzlichen Lokomotive nicht verbunden. Die vorgeschriebene Bremsprobe unterblieb oder wurde fehlerhaft durchgeführt, da sich die folgende Betriebsstörung sonst schon hier offenbart hätte.
Das System der Druckluftbremse wurde wieder mit dem erforderlichen Druck gefüllt, so dass sich die Bremsen der Güterwagen lösten und der Zug weiterfahren konnte. Dies geschah entweder durch die führende Lokomotive über die Hauptluftbehälterleitung oder durch die Druckluftpumpe der G 1700. Beide Triebfahrzeugführer befanden sich bei der Weiterfahrt auf der vorderen, arbeitenden Lokomotive. Bis Pechbrunn (bereits auf der Bahnstrecke Weiden–Oberkotzau) verlief die Fahrt in Steigung und problemlos. Hinter Pechbrunn (Streckenkilometer 41,4 – in 556 m Höhe) wechselt die Strecke ins Gefälle, das bis hinter Schwandorf (Höhe 359 m) anhält.

## Betriebsstörung
Fahrplanmäßig sollte der Zug im Bahnhof Wiesau/Oberpfalz halten. Die Bremsen ließen sich aber von der führenden Lokomotive aus nicht mehr bedienen und der Zug überfuhr gegen 16:45 Uhr ein „Halt“ zeigendes Signal. Der Triebfahrzeugführer meldete das Bremsversagen dem Fahrdienstleiter in Wiesau, der seine Kollegen entlang der Strecke benachrichtigte und Alarm auslöste.
Alle Fahrdienstleiter entlang der Strecke räumten daraufhin das durchgehende Hauptgleis und stellten die Fahrstraße des entlaufenen Güterzugs darauf ein. Damit wurde vermieden, dass der Zug in einer ablenkend gestellten Weiche entgleiste. Die betroffenen niveaugleichen Bahnübergänge wurden von Bundespolizei und Notfallmanagement der DB Netz AG gesichert, da bei der Geschwindigkeit, die der Zug erreichte, nicht sichergestellt war, dass zwischen automatischem Auslösen der Warnung für den querenden Straßenverkehr und dem Zeitpunkt, in dem der Zug einen Bahnübergang erreichte, ausreichend Zeit blieb, diesen zu räumen.
Der Zug erreichte eine Spitzengeschwindigkeit von 102 km/h. Er kam schließlich gegen 18:00 Uhr zwischen den Bahnhöfen Nabburg und Schwarzenfeld (Oberpf), etwa bei Streckenkilometer 54,2 der Bahnstrecke Regensburg–Weiden zum Stehen. Seit das Bremsproblem in Wiesau/Oberpfalz aufgetreten war, hatte der Zug etwa 66 km zurückgelegt.

## Folgen
Da es weder Personen- noch Sachschaden gab, verzichtete die Bundesstelle für Eisenbahnunfalluntersuchung darauf, den Störfall zu untersuchen. Daher ist eine Reihe von Einzelsachverhalten zu dem Störfall ungeklärt geblieben. Die Bundesstelle gab den Zug um 18:37 Uhr frei. Er wurde dann ab 18:42 Uhr mit einer Höchstgeschwindigkeit von 5 km/h zum Bahnhof Irrenlohe gebracht, wo er um 20:25 Uhr eintraf, auf ein Abstellgleis gestellt und dort durch die beteiligten Eisenbahnunternehmen untersucht. Den beiden Lokomotivführern wurde von K-Rail fristlos gekündigt. Die Bundespolizei und nachfolgend die Staatsanwaltschaft ermittelten wegen gefährlichen Eingriffs in den Bahnverkehr. Das Strafverfahren endete mit einem Strafbefehl über 150 Tagessätze gegen den Triebfahrzeugführer, der Beimann blieb straflos.